# Dike Verlag
Der Dike Verlag ist ein Schweizer Verlag für juristische, wirtschafts- und sozialwissenschaftliche Fachliteratur.

## Geschichte
Der Verlag wurde 1985 in St. Gallen von Ivo Schwander, Professor für Internationales Privatrecht, Rechtsvergleichung und Schweizerisches Privatrecht an der Universität St. Gallen, gegründet.
Im Jahr 1995 wurde der Verlagssitz nach Lachen im Kanton Schwyz verlegt, in St. Gallen behielt der Verlag eine Zweigniederlassung. Im Mai 2006 erfolgte eine strategische Neuausrichtung des Verlags verbunden mit der Hauptsitzverlegung nach Zürich sowie einer Aufteilung in Dike Verlag AG in Zürich und Dike Zeitschriften AG in St. Gallen. Die Niederlassung Lachen wurde aufgelöst. Seit August 2015 ist das Unternehmen im Besitz der Verlagsgruppe C.H. Beck, München. Im Mai 2016 hat die Dike Verlag AG die Dike Zeitschriften AG im Rahmen einer Fusion übernommen, wodurch diese im Juni 2016 im Schweizer Handelsregister gelöscht wurde.
Benannt wurde der Verlag nach der griechischen Göttin Dike, der Personifikation der Gerechtigkeit. Der Dike entspricht die neuzeitliche Justitia. Ausserdem ist Dike der von den Griechen entwickelte Rechtsbegriff, der ursprünglich das heutige „Zivilrecht“, später auch das „Staatsrecht“ und das „Strafrecht“ bezeichnete.

## Publikationen
Das Buchprogramm des Dike Verlags umfasst rund 1000 Titel aus dem Bereich der Rechtswissenschaften, aber auch der Staats-, Sozial- und Wirtschaftswissenschaften. Darunter finden sich Kommentare wie zum Beispiel Trechsel/Pieth, Ehrenzeller, Schmidt/Jositsch, Grundlagenwerke, Lehrbücher und die Nutshell-Reihe sowie verschiedene wissenschaftliche Publikationen (Habilitationen, Dissertationen, Schriftenreihen, Tagungsbände). 
Zudem gibt der Dike Verlag die juristischen Fachzeitschriften Aktuelle Juristische Praxis/Pratique Juridique Actuelle (AJP/PJA), Schweizerische Zeitschrift für Zivilprozess- und Zwangsvollstreckungsrecht (ZZZ), Schweizerische Zeitschrift für Gesellschafts- und Kapitalmarktrecht sowie Umstrukturierungen (GesKR), Haftung und Versicherung (HAVE) / Responsabilité et Assurances (REAS), Sicherheit & Recht / Sécurité & Droit, Strassenverkehr/Circulation routière und die Zeitschrift der juristischen Nachwuchsforschung ex/ante heraus. 
Bei rechtswissenschaftlichen Büchern und Reihen arbeitet der Dike Verlag in einigen Fällen mit den deutschen Verlagen C.H. Beck Verlag und Nomos Verlag zusammen.